# Adenosma retusilobum
Adenosma retusilobum är en grobladsväxtart som beskrevs av Pu Chiu Tsoong och T.L. Chin. Adenosma retusilobum ingår i släktet Adenosma och familjen grobladsväxter. Inga underarter finns listade i Catalogue of Life.